# Oneida (Nova Iorque)
Oneida é uma cidade localizada no Estado americano de Nova Iorque, no Condado de Madison. A sua área é de 22,05 milha quadradas (57,1 km2) we terra, sua população é de 10 329 habitantes, e sua densidade populacional é de 516.8 hab/mi² (segundo o Censo dos Estados Unidos de 2020).